# Rinnovamento Nazionale (Perù)
Rinnovamento Nazionale (in spagnolo: Renovación Nacional - RN) fu un partito politico peruviano di orientamento nazional-conservatore operativo dal 1992 al 2012.
Fu fondato e guidato da Rafael Rey, eletto al Congresso costituente nel 1992, poi deputato dal 1995 al 2006.
Dal 2006 al 2011 fu eletto in rappresentanza del partito Luis Galarreta.

## Risultati elettorali
| Costituenti 1992  | 440.314         | 7,06            | 6 / 120 |
| Parlamentari 1995 | 130.060         | 2,98            | 3 / 120 |
| Parlamentari 2000 | Avancemos       | Avancemos       | 1 / 120 |
| Parlamentari 2001 | Unità Nazionale | Unità Nazionale | 1 / 120 |
| Parlamentari 2006 | Unità Nazionale | Unità Nazionale | 1 / 120 |
| 1. 2. 3.          |                 |                 |         |